# But na Filet
 (février 2021).
La mise en forme du texte ne suit pas les recommandations de Wikipédia : il faut le « wikifier ».
Les points d'amélioration suivants sont les cas les plus fréquents :
- Les titres sont pré-formatés par le logiciel. Ils ne sont ni en capitales, ni en gras.
- Le texte ne doit pas être écrit en capitales (les noms de famille non plus), ni en gras, ni en italique, ni en « petit »…
- Le gras n'est utilisé que pour surligner le titre de l'article dans l'introduction, une seule fois.
- L'italique est rarement utilisé : mots en langue étrangère, titres d'œuvres, noms de bateaux, etc.
- Les citations ne sont pas en italique mais en corps de texte normal. Elles sont entourées par des guillemets français : « et ».
- Les listes à puces sont à éviter, des paragraphes rédigés étant largement préférés. Les tableaux sont à réserver à la présentation de données structurées (résultats, etc.).
- Les appels de note de bas de page (petits chiffres en exposant, introduits par l'outil «  Source ») sont à placer entre la fin de phrase et le point final[comme ça].
- Les liens internes (vers d'autres articles de Wikipédia) sont à choisir avec parcimonie. Créez des liens vers des articles approfondissant le sujet. Les termes génériques sans rapport avec le sujet sont à éviter, ainsi que les répétitions de liens vers un même terme.
- Les liens externes sont à placer uniquement dans une section « Liens externes », à la fin de l'article. Ces liens sont à choisir avec parcimonie suivant les règles définies. Si un lien sert de source à l'article, son insertion dans le texte est à faire par les notes de bas de page.
- La présentation des références doit suivre les conventions bibliographiques. Il est recommandé d'utiliser les modèles {{Ouvrage}}, {{Chapitre}}, {{Article}}, {{Lien web}} et/ou {{Bibliographie}}. Le mode d'édition visuel peut mettre en forme automatiquement les références.
- Insérer une infobox (cadre d'informations à droite) n'est pas obligatoire pour parachever la mise en page.

Pour une aide détaillée, merci de consulter Aide:Wikification.
Si vous pensez que ces points ont été résolus, vous pouvez retirer ce bandeau et améliorer la mise en forme d'un autre article.
But na filet (de son vrai nom Hugues Maluta Makanda), né le 1er janvier 1986 à Kinshasa, est un artiste musicien chanteur, auteur-compositeur-interprète et danseur congolais.

## Biographie
But na filet est né à Kinshasa (République démocratique du Congo) le 1er janvier 1986. Il est un ancien de l'orchestre Villa Nova de l'artiste congolais Fabregas .
Il est actuellement Président de son propre orchestre et fondateur du label Ephraîm Music.

## Histoire

### Villa Nova
En 2016, But na filet rejoint l'orchestre Villa Nova de l'artiste congolais Fabregas qui est un ancien de l'orchestre Wenge Musica Maison Mère de Werrason.
Durant cette année, celui qu'on surnome le Maestro Fabregas lui donne la chance de lui produire un single denommé "Mauvais Temps".
En mai 2019, il quitte Villa Nova pour se lancer en carrière solo.

### Carrière solo
En Juin 2019, But na filet se lance dans une carrière solo. Il sort son premier projet, Reculer Devant, le 31 août 2019, composé de 7 titres. Le titre Mon Choix est le plus grand succès de l'album.
En Juin 2020, il sort la chanson "Tirer" qui est un générique issu de son deuxième album solo, qui a pour titre "Positionnement". Il est sorti le 30 avril 2021.

## Discographie

### Albums solo
- 2019 : Reculer Devant
- 2021 : Positionnement

### Albums avec Villa Nova
- 2017 : Cursus

### Featuring
- Octobre 2019 : "Yeke Yeke" avec Werrason dans l'album Formidable de Werrason[4].

## Récompenses
En 2019, il a été sacré révélation de l'année par Pool Malebo Award.